# Eopyrophorus
Eopyrophorus is een geslacht van kevers uit de familie  
kniptorren (Elateridae).
Het geslacht is voor het eerst wetenschappelijk beschreven in 1950 door Haupt.

## Soorten
Het geslacht omvat de volgende soort:
- Eopyrophorus mixtus Haupt, 1950